# Inezgane-Aït Melloul
Inezgane-Aït Melloul is een prefectuur in de Marokkaanse regio Souss-Massa-Daraâ.
In 2004 telde Inezgane-Aït Melloul 419.614 inwoners op een oppervlakte van 293 km².

## Grootste plaatsen
| Plaatsen            | Inwoners (1994) | Inwoners (2004) |
| ------------------- | --------------- | --------------- |
| Inezgane            | 92.485          | 112.753         |
| Aït Melloul         | 82.764          | 130.370         |
| Dacheira el Jihadia | 72.182          | 89.367          |
| Laqliâa             | 17.917          | 47.837          |
| Temsia              | 15.756          | 26.385          |
| Oulad Dahou         | 11.276          | 12.902          |

Ben Slimane · Khouribga · Settat · El Jadida · Safi · Boulmane · Fez · Moulay Yacoub · Sefrou · Kénitra · Sidi Kacem · Casablanca · Médiouna · Mohammedia · Nouaceur · Assa-Zag · Guelmim · Tan-Tan · Tata · Boujdour · Es-Semara · Lâayoune · Al Haouz · Chichaoua · Essaouira · Kelâat Es-Sraghna · Marrakech · Al Ismaïlia · El Hajeb · Errachidia · Ifrane · Khénifra · Meknès · Berkane · Figuig · Jerada · Driouch · Nador · Oujda-Angad · Taourirt · Aousserd · Oued ed Dahab · Khémisset · Rabat · Salé · Skhirat-Témara · Agadir-Ida-Ou-Tanane · Inezgane-Aït Melloul · Chtouka-Aït Baha · Ouarzazate · Taroudant · Tiznit · Zagora · Azilal · Béni-Mellal · Chefchaouen · Fahs-Bni Mkada · Larache · Tanger-Asilah · Tétouan · Al Hoceima · Taounate · Taza